# Domenico Serra (politico)
Domenico Serra (Firenze, 21 dicembre 1805 – Torino, 30 maggio 1879) è stato un politico italiano.
Appartenente ad una famiglia patrizia genovese, figlio del marchese Girolamo, presidente del governo provvisorio della Repubblica di Genova e fratello del senatore Orso, venne nominato membro del Senato del Regno di Sardegna nel 1848 e nel 1860 ne divenne vicepresidente. Fu anche sindaco di Aramengo e consigliere provinciale di Genova.